# Vietnamesiskt hängbukssvin

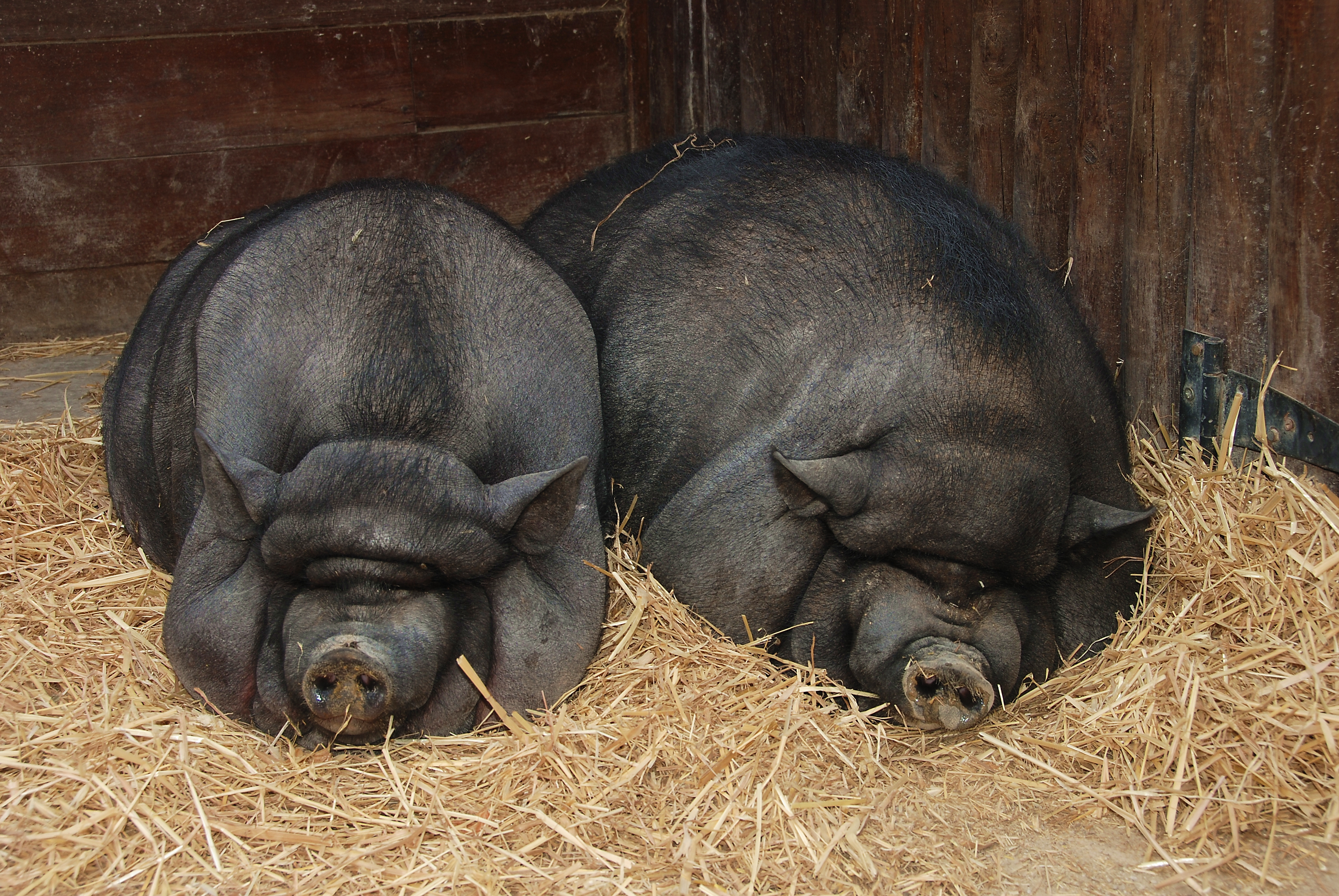
Vietnamesiska hängbukssvin

Vietnamesiskt hängbukssvin är en ras av tamsvin från Vietnam. 
Detta svin är betydligt mindre än de vanliga grisarna som finns i Europa och Nordamerika. De flesta vuxna grisarna blir ungefär i storlek som en större hund, med en vikt mellan 27 och 136 kg och en mankhöjd på cirka 40 cm. Kroppen är kort och kompakt med en buk som är påtagligt stor, och trynet är kort och rynkigt. Färgen på svinet finns i varianterna svart eller gråsvart. Svinen är omnivorer (allätare), och kan bli upp emot 15 år gamla.   